# The Flying Mouse
The Flying Mouse é um curta-metragem de animação lançado em 1934, como parte da série Silly Symphonies. Foi dirigido por  David Hand e produzido por Walt Disney. É baseado na fábula Le Geai paré des plumes du paon (1668) de Jean de La Fontaine.

## Elenco
- Bat: Billy Sheets
- Vozes masculinas: The Three Rhythm Kings
- Assobios de pássaros: Marion Darlington
- Ratos: Marcellite Garner[1]